# Encián
L'encián /'entsiaːn/ (45 % di grassi) o il plesnivec /'plesɲiʋets/ (40 – 43 % di grassi) è un formaggio slovacco a pasta molle e crosta fiorita. È un tipo di camembert slovacco che matura per almeno 7 – 9 giorni.

## Storia

### Nome
Poiché il governo francese non voleva che questo nome venisse utilizzato per i formaggi prodotti in Cecoslovacchia, negli anni '60 concluse un accordo intergovernativo con la Repubblica Socialista Cecoslovacca, in base al quale il nome camembert cessò di essere utilizzato. Tuttavia, il nome stesso camembert è un nome generico che può essere utilizzato liberamente.  La denominazione di origine protetta paneuropea porta questo nome il "Camembert de Normandie".

### Produzione
La produzione iniziò a Kežmarok sulla base della tecnologia e della ricetta acquistate dalla Germania, quando nel 1982 fu lanciata la linea di produzione del formaggio Alpma.

## Proprietà
È un formaggio bianco circolare e sembra un paleo.